# 蔡家峪乡
蔡家峪乡，是中华人民共和国河北省保定市易县下辖的一个乡镇级行政单位。

## 行政区划
蔡家峪乡下辖以下地区：
蔡家峪村、山神庙村、殷家沟村、马圈子村和平顶山村。